# Chef (film)
Chef är en amerikansk dramakomedi från 2014, skriven och regisserad av Jon Favreau som också spelar huvudrollen. Sofía Vergara, John Leguizamo, Scarlett Johansson, Dustin Hoffman, och Robert Downey, Jr. är andra medverkande i filmen.

## Handling
Chef kretsar kring Carl Casper, en chefskock som efter en turbulent tid säger upp sig från sitt jobb på en populär restaurang i Los Angeles. Istället återvänder han till sin hemstad Miami för att göra i ordning en matvagn. Han återknyter kontakten med sin tidigare fru och bjuder in deras son på en resa tillbaka till L.A.

## Om filmen
Favreau skrev manuset efter att ha regisserat flera filmer med stor budget, däribland Iron Man, med målet att gå "back to basics" samt göra en film om matlagning.
Filmen spelades in under 2013 i Los Angeles, Miami, Austin och New Orleans. Den premiärvisades på festivalen South by Southwest i mars 2014 och släpptes på bio i maj samma år genom Open Road Films.

## Rollista

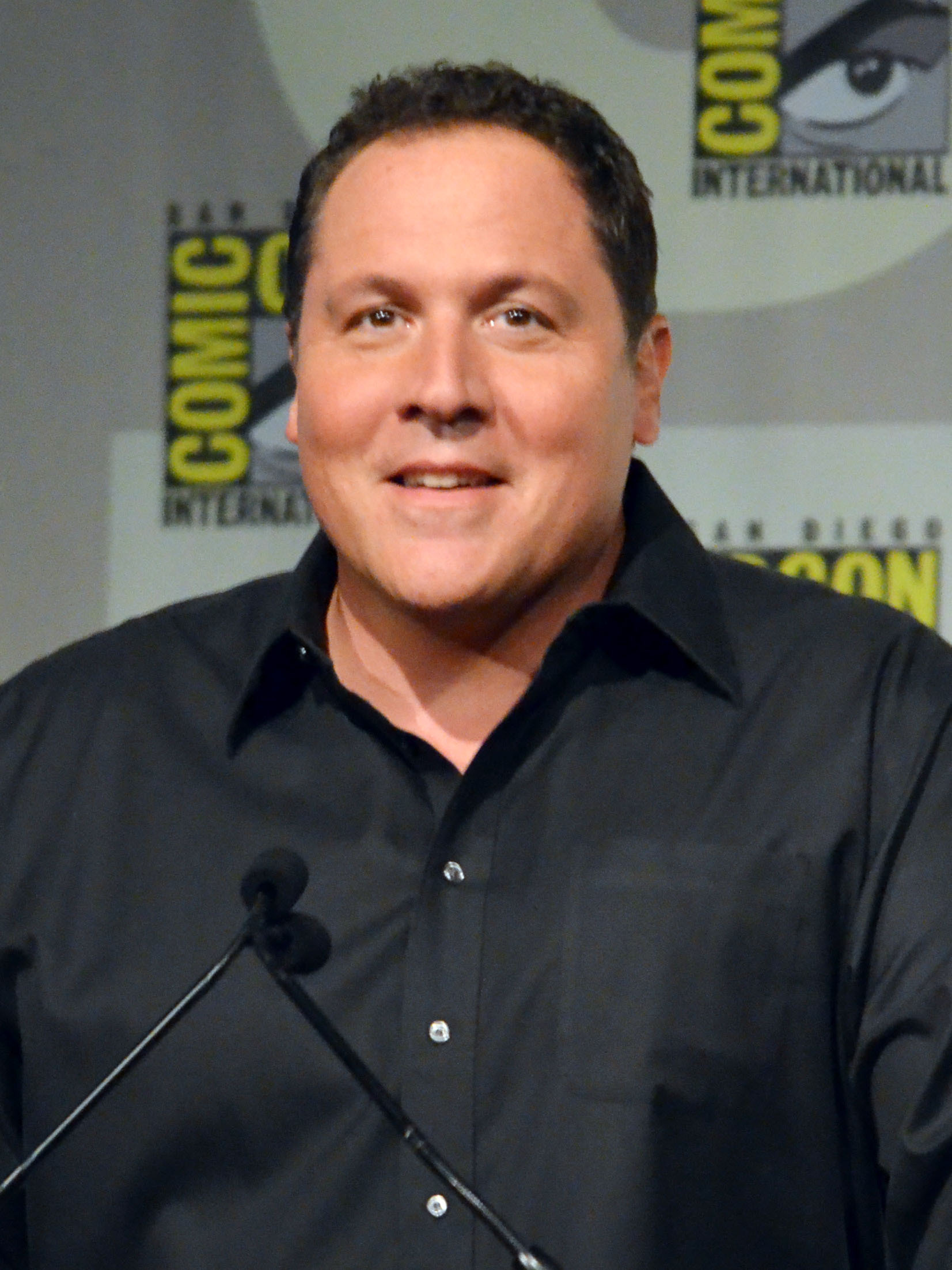
Jon Favreau, 2012

- Jon Favreau - Carl Casper
- Sofía Vergara - Inez
- John Leguizamo - Martin
- Scarlett Johansson - Molly
- Oliver Platt - Ramsey Michel
- Bobby Cannavale - Tony
- Dustin Hoffman - Riva
- Robert Downey, Jr. - Marvin
- Amy Sedaris - Jen
- Russell Peters - Miami cop
- Emjay Anthony - Percy